# Conquista de Tortosa
La conquista de Tortosa fue una operación militar efectuada en el marco de la Segunda Cruzada mediante la cual un ejército liderado por Ramón Berenguer IV, conde de Barcelona, y del cual formaron parte las órdenes militares, tomó la ciudad de Turtusha, en aquel momento cabeza de una taifa musulmana independiente, en 1148.

## Historia
Un año antes, en 1147, se había producido la conquista de Lisboa por los cruzados. La operación se enmarcó en la bula de la cruzada promulgada por el pontífice Eugenio III.
Ramón IV contó con el apoyo de la República de Génova, un contingente anglo-normando, la Orden del Temple, y los caballeros hospitalarios. Durante el asedio a la ciudad tuvo lugar un bloqueo naval por parte de los genoveses que cerraba el río Ebro.
Tras la conquista, Ramón Berenguer IV restableció la sede de la diócesis de Tortosa.
La reconquista seguiría con las tomas de Amposta, Fraga, Lérida y Mequinenza al año siguiente. Prades y Ciurana en 1153 y Flix en 1154.